# Tilloclytus haematocephalus
Tilloclytus haematocephalus là một loài bọ cánh cứng trong họ Cerambycidae.